# Harriet Shaw Weaver
Harriet Shaw Weaver (Frodsham, 1º settembre 1876 – Saffron Walden, 14 ottobre 1961) è stata un'editrice, giornalista e attivista inglese, che ha avuto un'importanza fondamentale per la persona e l'opera di James Joyce come sua protettrice, finanziatrice, editrice ed esecutrice letteraria.

## Biografia
Harriet Shaw Weaver nacque a Frodsham, Cheshire, sesta degli otto figli del medico Frederic Poynton Weaver e della ricca ereditiera Mary (nata Wright) Weaver. Educata privatamente dalla governante Marion Spooner fino al 1894, prima nel Cheshire e poi a Hampstead, e vistasi negare dai genitori il permesso di frequentare l'università, decise di dedicarsi al lavoro sociale e, frequentato un corso sui fondamenti economici dei rapporti sociali presso la London School of Economics and Political Science, si impegnò nella campagna per il Suffragio femminile, militando nella Women's Social and Political Union
Al 1911 risale il suo primo abbonamento a The Freewoman, settimanale femminista radicale fondato in quello stesso anno e diretto da Dora Marsden e Mary Gawthorpe, che lei stessa salvò dalla rovina finanziaria facendolo rinascere nel 1913 come The New Freewoman, e poco dopo, su suggerimento del direttore letterario della pubblicazione, Ezra Pound, modificandone la testata in The Egoist e successivamente impegnandovisi sempre più dal punto di vista organizzativo e finanziario fino ad assumerne la direzione.
A Ezra Pound fu assegnato l'incarico di trovare nuovi collaboratori, e uno di questi fu appunto James Joyce. Convinta della sua genialità, la Weaver cominciò subito ad aiutarlo, pubblicando a puntate nel 1914 sul The Egoist il Ritratto dell'artista da giovane. Visto poi che Joyce non riusciva a trovare un editore per pubblicarlo in forma di libro, Harriet Weaver fondò a quello scopo e a sue spese la casa editrice The Egoist Press. In seguito The Egoist cominciò la pubblicazione a puntate anche dell'Ulisse, ma la pubblicazione in forma di libro dovette essere sospesa a causa del rifiuto opposto dai tipografi inglesi interpellati, preoccupati dalla scabrosità del testo che li metteva a rischio di gravi conseguenze di legge. Infaticabile, Harriet Weaver trovò il modo di farlo pubblicare in Francia. Il suo generoso sostegno finanziario all'autore non venne poi mai meno, anche se i loro rapporti divennero tesi al limite della rottura in seguito alle riserve da lei espresse nei confronti del testo che sarebbe diventato Finnegans Wake. Fu comunque lei a pagare le spese del funerale di Joyce e a fungere da sua esecutrice letteraria.
Nel 1931 Harriet Weaver si iscrisse al Partito Laburista, ma nel 1938, influenzata dalla lettura del Capitale di Karl Marx, passò al Partito comunista inglese, occupandosi della sua organizzazione, partecipando a dimostrazioni e impegnandosi nella diffusione del Daily Worker, organo quotidiano del partito. Ininterrotta continuava intanto la sua devozione alla memoria di Joyce, oltre che come esecutrice letteraria anche in qualità di collaboratrice all'ordinamento delle sue lettere.
Harriet Weaver morì nel 1961 all'età di 85 anni nella sua casa vicino a Saffron Walden, lasciando la sua raccolta di materiali letterari alla British Library e alla National Book League.